# Lång dags färd mot natt
Lång dags färd mot natt (originaltitel: Long Day's Journey into Night) är en pjäs av Eugene O'Neill. Den hade världspremiär 2 februari 1956 på Dramaten i Stockholm.
Pjäsen är mer eller mindre självbiografisk och beskriver en augustidag 1912 i familjen Tyrones liv. Det är ett mycket starkt drama, som författaren testamenterade till Dramaten. Han ville visa sin tacksamhet för att teatern spelat så många av hans pjäser - även innan han blev nobelpristagare på 1930-talet. "Lång dags färd mot natt" var en gåva till hustrun Carlotta på en av deras bröllopsdagar. Pjäsen är allmänt betraktad som O'Neills främsta verk och den gav honom postumt Pulitzerpriset för dramatik 1957.

## Roller
- James Tyrone sr, fadern.
- Mary Cavan Tyrone, modern.
- James Tyrone jr, äldste sonen.
- Edmund Tyrone, yngre sonen.
- Cathleen, hembiträdet

## Svenska uppsättningar
Jarl Kulle spelade Eugene O'Neills alter ego, Edmund, i Dramatens uruppförande av Lång dags färd mot natt 1956, Bengt Ekeroth regisserade. Övriga skådespelare i den uppsättningen var Lars Hanson - fadern, Inga Tidblad - modern och Ulf Palme - brodern. Catrin Westerlund spelade hembiträdet. 
1988 sattes pjäsen upp igen på Dramaten, denna gång av Ingmar Bergman. Jarl Kulle spelade då fadern, James Tyrone. Bibi Andersson - modern, Thommy Berggren och Peter Stormare - de två sönerna. 1998 sattes pjäsen återigen upp på Dramaten med bland andra Keve Hjelm, Mikael Persbrandt, Dan Ekborg och Marie Göranzon. Hösten 2006 hade ännu en uppsättning av pjäsen premiär på Dramatens Stora Scen, denna gång i regi av Stefan Larsson, i en något bearbetat version där Cathleens roll var struken. I rollerna sågs Börje Ahlstedt, Lena Endre och som de två sönerna Jonas Malmsjö och Jonas Karlsson
2005 sattes pjäsen upp på Göteborgs stadsteater med Iwar Wiklander, Chatarina Larsson, Robin Stegmar och Fredrik Evers. Teatern gjorde en ny inscenering av pjäsen år 2019 i regi av Emil Graffman och med premiär den 13 september. Den alkoholiserade skådespelaren och familjefadern spelades av Claes Månsson, den morfinberoende modern av Anna Bjelkerud, äldste sonen James av Eric Ericson och dramatikerns alter ego Edmund av Fredrik Evers. Hembiträdet Cathleens roll gestaltades av Josefin Ljungman.
Ett antal uppsättningar har även gjorts på Svenska Teatern, Lilla Teatern och Åbo svenska teater.
Säsongen 2024 och 2025 kommer Krister Henriksson, Grynet Molvig, Tobias Aspelin och Alex Jubell att göra en landsomfattande turné med Riksteatern och Lång dags färd mot natt. 

## Filmatisering
Long Day's Journey Into Night (1962), regisserad av Sidney Lumet med Katharine Hepburn, Ralph Richardson, Jason Robards och Dean Stockwell.